# Jacqueline Nova
Jacqueline Nova Sondag (* 6. Januar 1935 in Gent/Provinz Ostflandern, Belgien; † 13. Juni 1975 in Bogotá) war eine kolumbianische Komponistin und Pionierin der elektroakustischen Musik in Kolumbien.

## Leben
Nova war die erste Frau Kolumbiens, die (im Jahr 1967) einen Abschluss im Fach Komposition am Konservatorium der Universidad Nacional de Colombia erhielt. Sie setzte ihre Ausbildung dann am Centro Latinoamericano de Altos Estudios Musicales (CLAEM) bei Alberto Ginastera, Francisco Kröpfl, Olivier Messiaen und Aaron Copland fort.
Sie befasste sich intensiv mit elektroakustischer Musik und begann nach ihrer Rückkehr nach Kolumbien, elektronische Geräusche, Orchesterinstrumente und indigene Stimmen zu mischen. Über zehn Jahre bis zu ihrem Tod 1974 war sie ein prägender Teil der musikalischen Avantgarde Kolumbiens. Als Höhepunkt ihres kompositorischen Schaffens gilt das 1972 entstandene Werk Creación de la Tierra. Dieses wurde auf einer Doppel-LP mit Kompositionen Eduardo Bértolas und Joaquín Orellanas aufgenommen.